# Coleophora kashkaella
Coleophora kashkaella é uma espécie de mariposa do gênero Coleophora pertencente à família Coleophoridae.